# Faramea tetragona
Faramea tetragona är en måreväxtart som beskrevs av Johannes Müller Argoviensis. Faramea tetragona ingår i släktet Faramea och familjen måreväxter. Inga underarter finns listade i Catalogue of Life.